# Chứng mất khả năng nói
Trong tâm lý học, chứng mất khả năng nói (alogia) hay nghèo nàn trong lời nói,  là một sự thiếu sót nội dung và nội dung tự phát trong lời nói bình thường. Là một triệu chứng thường gặp ở những bệnh nhân mắc tâm thần phân liệt, và được xem là một triệu chứng tiêu cực. Nó có thể làm phức tạp thêm quá trình tâm lý trị liệu vì khó khăn trong tổ chức một cuộc trò chuyện trôi chảy.
Alogia thường được coi là một dạng bất lực ngôn ngữ, là một khiếm khuyết chung về khả năng ngôn ngữ. Nó thường xảy ra trên những đối tượng thiểu năng trí tuệ và suy giảm trí nhớ do hậu quả của tổn thương ở bán cầu não trái.

## Đặc trưng
Alogia được đặc trưng bởi sự thiếu sót trong lời nói, thường gây ra do sư gián đoạn trong quá trình suy nghĩ. Thông thường, một cá nhân gặp chấn thương ở bên trái của não có thể dẫn đến chứng mất khả năng nói. Trong khi trò chuyện, bệnh nhân alogic trả lời rất thưa thớt và câu trả lời cho câu hỏi sẽ thiếu nội dung tự nhiên; đôi khi, thậm chí họ sẽ không trả lời. Câu đáp lại của họ sẽ rất ngắn gọn, thường chỉ xuất hiện dưới dạng câu trả lời cho một câu hỏi hoặc câu đối đáp.
Ngoài việc thiếu nội dung trong một câu trả lời, cách thức mà người đó đưa ra câu trả lời cũng không tự nhiên. Bệnh nhân alogia thường sẽ lắp bắp trong lời đáp lại, và phát âm không rõ ràng các phụ âm như người bình thường. Một vài từ được nói thường chỉ thoát ra thành tiếng thì thầm hoặc chỉ kết thúc bằng âm tiết thứ hai. Các nghiên cứu đã chỉ ra mối tương quan giữa cá nhân xếp hạng chứng alogic với số lần và thời lượng tạm dừng trong bài phát biểu của họ khi trả lời một loạt các câu hỏi được đặt ra bởi nhà nghiên cứu.
Thiếu khả năng nói bắt nguồn từ sự bất lực tinh thần sâu sắc khiến bệnh nhân alogic gặp khó khăn trong việc nắm bắt các từ đúng về mặt tâm trí, cũng như hình thành suy nghĩ của họ. Kết quả một nghiên cứu điều tra những bệnh nhân alogiac về hạng mục nói lưu loát cho thấy những người mắc tâm thần phân liệt biểu hiện chứng alogia có một bộ nhớ ngữ nghĩa vô tổ chức hơn so với người có kiểm soát.Trong khi cả hai nhóm tạo ra cùng số lượng từ, thì những từ được tạo ra bởi những bệnh nhân tâm thần phân liệt lộn xộn hơn nhiều và kết quả phân tích chùm cho thấy sự kết hợp từ ngữ kỳ cục ở nhóm mắc alogiac.

## Ví dụ
| Alogia | Lời nói bình thường |
| Q: Bạn có đứa con nào không? A: Có. Q: Bao nhiêu đứa vậy? A: Hai. Q: Chúng mấy tuổi rồi? A: Sáu và mười sáu. Q: Chúng là trai hay gái thế? A: Cả trai và gái. Q: Mười sáu tuổi là ai? A: Cậu bé. Q: Tên cậu bé là gì? A: Edmond. Q: Còn cô bé? A: Alice. | Q: Bạn có đứa con nào không? A: Vâng có, một cậu bé và một cô bé. Q: Chúng bao nhiêu tuổi rồi? A: Edmond mười sáu tuổi còn Alice thì sáu tuổi. |

## Nguyên nhân
Alogia có thế có nguyên nhân từ rối loạn chức năng frontostriatal, dẫn đến suy giảm về bộ nhớ ngữ nghĩa, có trung tâm nằm trong thùy thái dương xử lý ý nghĩa ngôn ngữ. Một nhóm nhỏ bệnh nhân tâm thần phân liệt mạn tính trong một thí nghiệm tạo ra lượng từ ít từ hơn so với các đối tượng không bị ảnh hưởng và có lượng từ vựng hạn chế, bằng chứng về sự suy yếu bộ nhớ ngữ nghĩa. Một nghiên cứu khác cho thấy khi được giao nhiệm vụ đặt tên các mục trong một danh mục, bệnh nhân tâm thần phân liệt đã thể hiện một cuộc đấu tranh lớn nhưng sau đó được cải thiện đáng kể khi các nhà thí nghiệm dùng một kích thích thứ hai để hướng dẫn hành vi một cách vô thức. Kết luận này tương tự với kết quả từ các bệnh nhân mắc bệnh Huntington và Parkinson, cũng như các bệnh có liên quan đến rối loạn chức năng frontostriatal.